# 竜州 (四川省)
竜州（龍州、りゅうしゅう）は、中国にかつて存在した州。南北朝時代から明代にかけて、現在の四川省綿陽市北部と広元市西部にまたがる地域に設置された。

## 魏晋南北朝時代
553年（廃帝2年）、西魏により竜州が設置された。

## 隋代
隋初には、竜州は2郡3県を管轄した。583年（開皇3年）、隋が郡制を廃すると、竜州の属郡は廃止された。607年（大業3年）に州が廃止されて郡が置かれると、竜州は平武郡と改称され、下部に4県を管轄した。618年（義寧2年）、平武郡は竜門郡と改称された。隋代の行政区分に関しては下表を参照。
| 隋代の行政区画変遷 | 隋代の行政区画変遷 | 隋代の行政区画変遷 | 隋代の行政区画変遷 | 隋代の行政区画変遷 | 隋代の行政区画変遷          |
| 区分               | 開皇元年           | 開皇元年           | 開皇元年           | 区分               | 大業3年                     |
| ------------------ | ------------------ | ------------------ | ------------------ | ------------------ | --------------------------- |
| 州                 | 竜州               | 竜州               | 沙州               | 郡                 | 平武郡                      |
| 郡                 | 江油郡             | 馬盤郡             | 建陽郡             | 県                 | 江油県 平武県 馬盤県 方維県 |
| 県                 | 江油県 平武県      | 馬盤県             | 方維県             | 県                 | 江油県 平武県 馬盤県 方維県 |

## 唐代
618年（武徳元年）、唐により竜門郡は西竜州と改められた。627年（貞観元年）、西竜州は竜州と改称された。742年（天宝元年）、竜州は江油郡と改称された。757年（至徳2載）、江油郡は応霊郡と改称された。758年（乾元元年）、応霊郡は竜州の称にもどされた。竜州は剣南道に属し、江油・清川の2県を管轄した。

## 宋代
1115年（政和5年）、北宋により竜州は政州と改称された。1131年（紹興元年）、南宋により政州は竜州の称にもどされた。竜州は利州路に属し、江油・清川の2県を管轄した。

## 元代
元のとき、竜州は広元路に属した。1285年（至元22年）、江油・清川の2県が廃止され、竜州は属県を持たない散州となった。元末には、明玉珍により竜州宣慰司が置かれた。

## 明代
1373年（洪武6年）、明により再び竜州が置かれた。1381年（洪武14年）、竜州は松潘等処安撫司と改められた。1387年（洪武20年）、松潘等処安撫司は竜州の称にもどされた。1389年（洪武22年）、竜州は竜州軍民千戸所と改められた。1395年（洪武28年）、竜州軍民千戸所は竜州軍民指揮使司と改められた。後に竜州軍民指揮使司は竜州の称にもどされた。1432年（宣徳7年）、竜州は竜州宣撫司と改められた。1566年（嘉靖45年）、竜州宣撫司は竜安府と改められた。